# 伊莉莎白港站
伊莉莎白港站是一個位於南非伊莉莎白港的鐵路車站。
1873年，開普殖民地總理約翰·莫爾特諾開始將伊莉莎白港與發展中的國家鐵路網連接起來，使該車站位於靠近港口的歷史中心區。鐵路建設到內陸後，繁榮為港口贏得“南非利物浦”的稱號。
從車站營運的乘客服務包括：
- 都市鐵路 - 平日經常有通勤列車前往埃滕哈赫（英语：Uitenhage）及周邊郊區，週末服務減少。
- 索索洛扎美爾 - 每天都有一班列車前往約翰內斯堡和布隆方丹。此外還可以前往開普敦、金伯利、彼得馬里茨堡和德班（在布隆方丹轉車），到東倫敦（在瑙普特、科爾斯伯格或布隆方丹轉車），到烏姆塔塔（在瑙普特和阿馬貝萊轉車）或到格拉罕鎮 （在艾麗斯代爾轉車）。
- 首選列車 - 每週有兩班通過喬治和奧茨胡恩前往開普敦的豪華列車[2]。

前往阿翁拓的窄軌旅遊列車蘋果快線位於國王海灘附近的休姆伍德路獨立車站。列車定期從康山村出發，途經范·斯塔登斯河上的鐵路橋，該橋為世界上最高的窄軌鐵路橋。